# Oh, how lucky I am
Oh, how lucky I am is een single van Dizzy Man's Band. Het zou de laatste single zijn van de band die eens hit na hit schreef.
De A-kant is een cover van Oh how lucky I am van Lee Clayton, dat in 1981 als single verscheen. De B-kant All in the game was een nummer geschreven door Ton Dijkman (drummer) en Erwin van Ligten (basgitaar) uit de Dizzy Man's band. Eigenlijk waren alleen Herman Smak, Bob Ketzer toen nog de enige twee originele leden in de band.  Nederland was de band inmiddels vergeten, het haalde de tipparade niet en werd geen hit.